# Earthdawn
Earthdawn è un gioco di ruolo fantasy, pubblicato per la prima volta dalla FASA nel 1993. Nel 1999 venne licenziato alla Living Room Games, che pubblicò la seconda edizione. Correntemente (2011) è licenziato alla RedBrick LLC, che ha pubblicato la terza edizione nel 2009 tramite l'etichetta Flaming Cobra della Mongoose Publishing.
Il gioco è simile a regolamenti fantasy come Dungeons & Dragons, ma con molte influenze da regolamenti come RuneQuest. Il regolamento di gioco è strettamente legato alla metafisica magica sottostante dell'ambientazione, con l'obiettivo di creare una mondo fantasy più ricco e logico. Come molti altri giochi di ruolo degli anni novanta, Earthdawn si concentra soprattutto sulla sua ambientazione, una terra fantasy chiamata Barsaive, che viene considerata il passato remoto di Shadowrun.